# Кимура, Масахико
Масахико Кимура (яп. 木村 政彦 Кимура Масахико, род. 10 сентября 1917, Кумамото, Япония — 18 апреля 1993, Япония) — японский дзюдоист, признанный одним из величайших мастеров дзюдо всех времён; рост 170 см, вес — 85 кг. В бразильском джиу-джитсу болевой приём Гяку-Удэ-Гарами (обратный узел руки) часто называют «Кимура» в память о знаменитой победе Масахико Кимуры.

## Биография

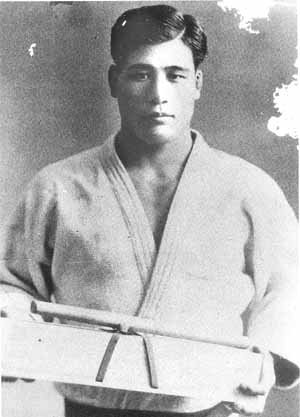
Кимура в возрасте 24 лет с призом — танто Императора Японии — после победы в турнире Тэн-Ран Сиай

### Занятия дзюдо в Кодокане
Масахико Кимура начал заниматься дзюдо в возрасте 10 лет, и уже через шесть лет занятий, когда ему исполнилось 16 лет, Кимуре был присвоен 4-й дан за последовательную победу над 6 противниками (с рангами 3—4 дан). В 1935 году, в возрасте 18 лет, он стал самым молодым дзюдоистом, получившим 5-й дан, победив подряд восемь противников в соревнованиях Кодокана «красные против белых».
Успехи Кимуры могут быть частично объяснены его фанатичным режимом тренировок. За всю жизнь он проиграл только четыре схватки в соревнованиях по дзюдо, все — в течение 1935 года. После этих поражений он даже решил прекратить занятия дзюдо, но, благодаря поддержке друзей, вернулся к тренировкам. Он постоянно отрабатывал бросок О-Сото-Гари, используя в качестве тренажёра дерево. После шести месяцев тренировок его техника стала такой, что во время ежедневных тренировочных схваток рандори в Кодокане до 10 человек получали от него травмы. Другие ученики часто просили его не применять на них его необычный О-Сото-Гари. На пике своей спортивной карьеры Кимура ежедневно выполнял по тысяче отжиманий и тренировался по девять часов в день.
В возрасте 30 лет ему был присвоен 7-й дан, который был впоследствии аннулирован после конфликта с руководством Кодокана, вызванного желанием Кимуры стать реслером, а также тем, что он отказался вернуть флаг Всеяпонского чемпионата по дзюдо и от своего имени присваивал даны во время пребывания в Бразилии.

### Занятия карате
Кимура также стал заниматься карате, считая, что эти занятия укрепят его руки. Сначала он два года прозанимался стилем, известным в дальнейшем как Сётокан под руководством Фунакоси Гитина, а потом стал заниматься стилем Годзю-рю под руководством Со Нэйтю (ученика легенды карате Годзю-рю Тёдзюна Мияги), а затем стал помощником инструктора, наряду с Гогэном Ямагути и Масутацу Оямой. В автобиографии Кимура указывает, что тренировки с макиварой, которым его научили Со Нэйтю и его друг и партнёр по тренировкам Масутацу Ояма, внесли значительный вклад в его успехи на соревнованиях. Он начал ежедневно заниматься с макиварой перед первым участием во Всеяпонском чемпионате по дзюдо, и с тех пор не имел поражений.

### Профессиональные занятия дзюдо
В 1950 году, вскоре после победы во Всеяпонском чемпионате, Кимуре предложили стать инструктором по дзюдо в Полицейском управлении Большого Токио. В том же году сэнсэй Вусидзима предложил Кимуре принять участие в соревнованиях по дзюдо среди профессионалов. В соревнованиях участвовали 32 дзюдоиста, и Кимура стал первым чемпионом среди профессионалов, победив Ямагути броском Иппон Сэойнагэ.

### После завершения спортивной карьеры
С 1960 года Масахико Кимура преподавал дзюдо в университете Такусёку. Он подготовил несколько дзюдоистов мирового класса, среди которых можно выделить Дугласа Роджерса (англ. Douglas Rogers, канадец, серебряный призёр Олимпиады в Токио), Масаки Нисимуру (японский дзюдоист, бронзовый медалист Олимпийских игр в Мюнхене) и Канэо Ивацури (чемпион Всеяпонских соревнований по дзюдо, 1970).

## Кимура против Элиу Грэйси
23 октября 1951 году в Бразилии Кимура победил представителя бразильского джиу-джитсу Элиу Грэйси (порт. Hélio Gracie) в соревновании по правилам борьбы до сдачи (submission). За поединком наблюдало около 20 000 зрителей. Болельщики Грэйси принесли в зал гроб для Кимуры, утверждая, что Грэйси убьёт его. Во время схватки Кимура последовательно бросал Грэйси с помощью приёмов Иппон Сэойнагэ, О-Ути Гари, Ути Мата, Харай Госи и О-Сото Гари. Но Кимуре не удалось победить Элиу только с помощью бросков, и борьба перешла в партер. Кимура продолжал доминировать в схватке, используя такие приёмы удержания, как Кудзурэ-Камисихо-Гатамэ, Кэса-Гатамэ и удушающий приём Санкаку-Дзимэ (удушение треугольником). На тринадцатой минуте поединка Кимура применил болевой приём Гяку-Удэ-Гарами (обратный узел руки). Но Грэйси не сдавался, что привело к тому, что его локоть был повреждён, а лучевая и локтевая кости — сломаны. В этот момент секунданты Грэйси «выбросили полотенце», причём впоследствии высказывались мнения, что они сознательно сделали это слишком поздно, поскольку имели указание от Грэйси ни в коем случае не делать этого.
В 1994 году в интервью, данном Ниси Ёсинори, Элиу Грэйси сказал, что он почти потерял сознание от удушающего приёма в самом начале схватки, но Кимура ослабил захват и Грэйси смог продолжить поединок.
Как дань уважения победе Кимуры, болевой приём Гяку-Удэ-Гарами, который он использовал для победы над Грэйси, с того времени в дзюдо, бразильском джиу-джитсу и в смешанных единоборствах (ММА) называют «Кимура».

## Реслинг
В начале 1950-х годов Кимура получил приглашение от профессионального борца Рикидодзана (настоящее имя Мицухиро Момота) выступать в реслинге. Матч «Рикидодзан против Кимуры» за титул чемпиона Японии по реслингу в полутяжёлом весе, состоявшийся 25 декабря 1954 года, стал первым широко известным состязанием между настоящими профессиональными борцами. Срежиссированный матч, по предварительному плану, должен был закончиться вничью, с несколькими последующими матчами-реваншами. Но по какой-то причине Рикидодзан начал наносить в полную силу удары ладонями, ногами и кулаками не ожидавшему этого Кимуре, и выиграл бой, сбив Кимуру с ног и нокаутировав ударом ботинка по голове. Кимуре впоследствии не удалось договориться о матче-реванше с Рикидодзаном.
После смерти Рикододзана в 1963 году Кимура создал организацию International Pro Wrestling Force (IPWF), входившую в Японскую ассоциацию реслинга (Japan Wrestling Association, JWA), и базировавшуюся в его родном городе Кумамото.
Джим Чен, биограф Кимуры, обращает внимание на тот факт, что карьера Кимуры как реслера началась вскоре после того, как его жене был поставлен диагноз туберкулёз, и высказывают на основе этого факта предположение, что Масахико стал реслером, чтобы иметь возможность оплачивать её лечение. Действительно, лечение требовало бо́льших финансовых средств, чем те, которыми располагал Кимура, будучи до этого инструктором полиции.

## Кимура против Вальдемара Сантаны
В 1959 году Кимура вновь отправился в Бразилию, чтобы провести там турнир по дзюдо и реслингу. Вальдемар Сантана вызвал его на «реальный» (не срежиссированный) поединок по правилам борьбы до сдачи. Сантана был чемпионом по бразильскому джиу-джитсу и капоэйре. Ему было 27 лет, он имел вес 94 кг и рост около 183 см. До этого Сантана уже дважды встречался с Элиу Грэйси и побеждал, каждый из поединков длился более трёх часов. Кимура несколько раз бросил Сантану с помощью приёмов дзюдо Сэойнагэ, Ханэ Госи и О-Сото Гари. Затем Масахико применил свой знаменитый Гяку-Удэ-Гарами и выиграл матч.
Сантана потребовал организовать матч-реванш по правилам Вале-тудо, и этот матч после 40 минут завершился вничью, причём оба соперника истекали кровью. Кимура выступал в этом матче, несмотря на травму колена.

## Смерть
В 1993 году Кимуре была сделана операция по поводу рака лёгких. Уже вскоре после операции он опять начал отжиматься. Но операция не дала положительного результата и Масахико Кимура скончался от рака лёгких в возрасте 75 лет.

## В культуре
- Фильм «Рикидодзан», 2004 г., Япония — Южная Корея
- Фильм «Обреченный на одиночество 3», Япония, 1977 г.